# St. Charles (Illinois)
St. Charles je grad u američkoj saveznoj državi Ilinois. Prema popisu stanovništva iz 2010. u njemu je živjelo 32.974 stanovnika.